# Epiphora (Medizin)
Als Epiphora (griechisch), Tränenträufeln (lateinisch Stillicidium lacrimarum) oder Triefauge bezeichnet man in der Medizin das Auslaufen von Tränenflüssigkeit über die Lidränder. Es ist Ausdruck eines Missverhältnisses zwischen der Tränenproduktion in den Tränendrüsen und des -abflusses über die ableitenden Tränenwege. Tränenträufeln ist ein Symptom zahlreicher Augenerkrankungen.
Das Tränenträufeln war der mittelalterlichen Augenheilkunde bereits vertraut und bot den damaligen Okulisten vermögender Patienten eine gute Einnahmequelle.

## Ursachen
Ursachen für das Tränenträufeln kann eine gesteigerte Produktion der Tränenflüssigkeit (Dakryorrhö) sein, wie sie vor allem bei mechanischer Reizung der Bindehaut, Hornhaut (Fremdkörper, Entropium) sowie bei Reizung des Nervus trigeminus, Nasennebenhöhlenerkrankung oder Hypertrophie der Tränendrüse auftritt.
Ein zweiter Ursachenkomplex betrifft Abflussstörungen der Tränenflüssigkeit durch die ableitenden Tränenwege. Insbesondere angeborene oder erworbene Verengungen (Stenosen), aber auch Fehlstellungen der Tränenpünktchen durch degenerative oder angeborene Erkrankungen der Lider können hierfür verantwortlich sein. Bei diesem Ursachenkomplex muss insbesondere bei Kindern auf die Möglichkeit des kongenitalen Glaukoms geachtet werden.

## Tiermedizin

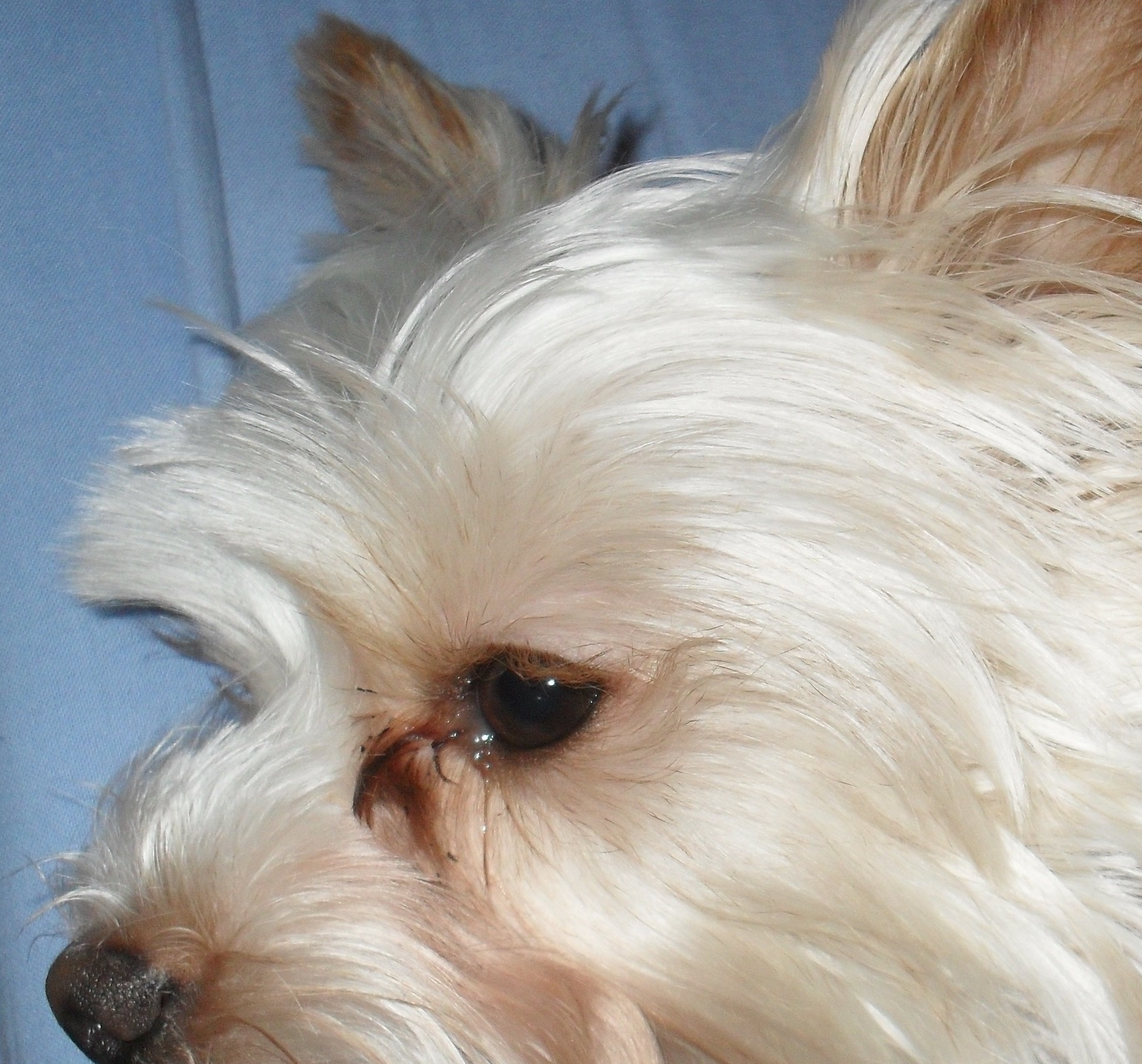
Chronischer starker Augenausfluss führt unterhalb der Tränendrüsen zu Verfärbungen des Fells. Das durch Bakterien zersetzte Sekret wird rötlich bis dunkelbraun.

Genetisch bedingter Augenausfluss durch unterentwickelte Tränen-Nasen-Kanäle kommt infolge von Versäumnissen bei der Zuchtauslese bei manchen Hunderassen vor. Die bakteriell bedingten Verfärbungen des Sekrets sind bei weißen Hunden deutlicher zu erkennen als bei Hunden mit braunem oder schwarzem Fell im Gesicht.